# Alexander von Haslang

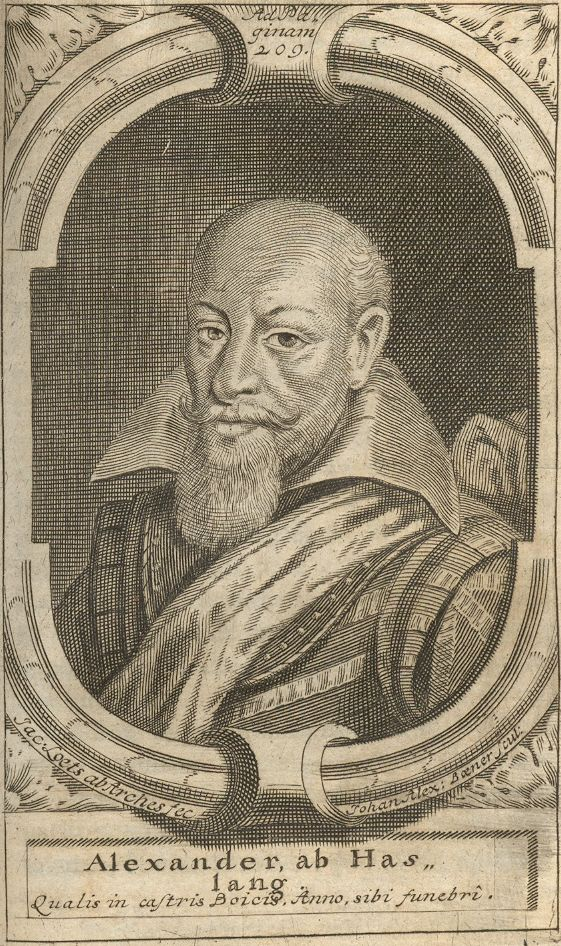
Alexander von Haslang

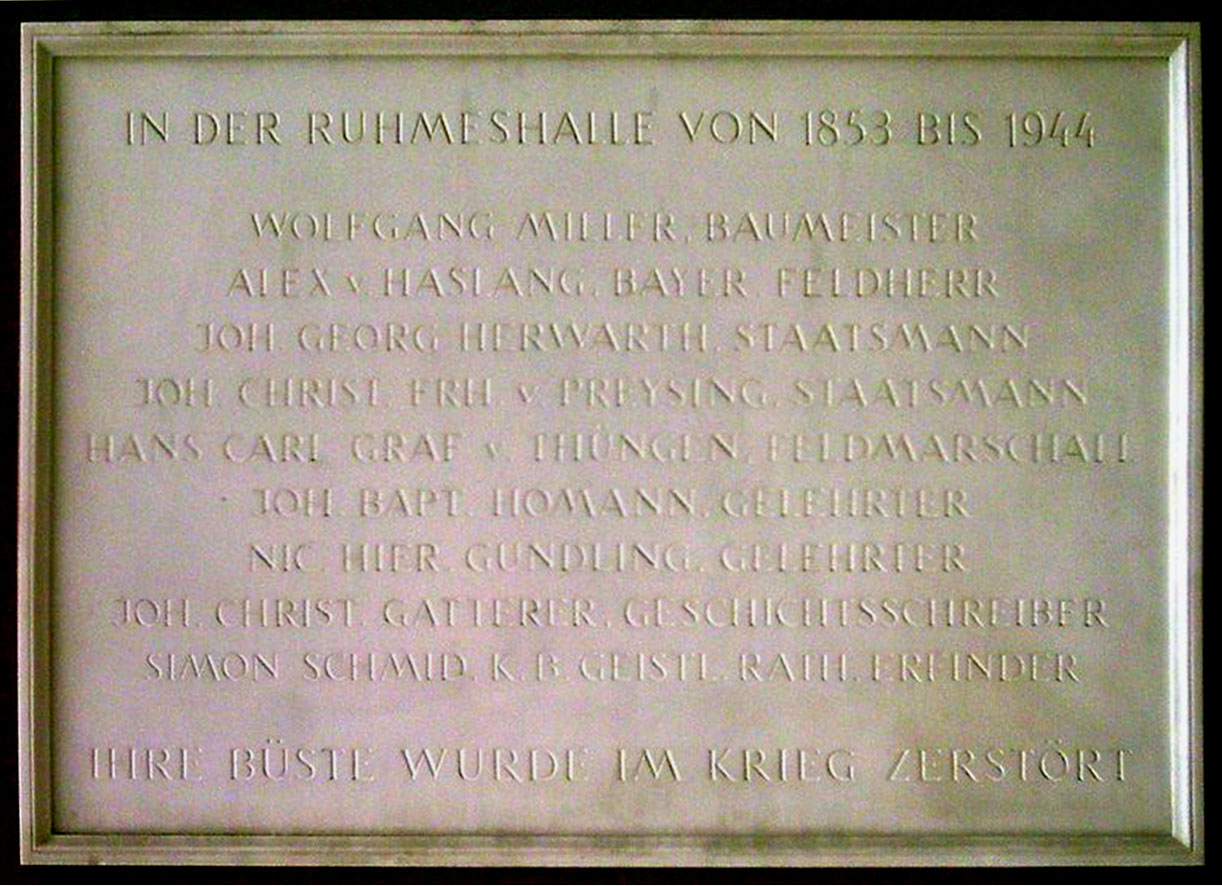
Erinnerungstafel mit dem Namen „Alex. v. Haslang Bayer. Feldherr“ (in der zweiten Zeile) in der Ruhmeshalle in München

Alexander von Haslang zu Haslangsreut, Grosshausen und Reid (* ?; † 1620) war ein bayerischer Feldherr und Hexenjäger.

## Leben
Alexander von Haslang gehörte dem bayerischen Geschlecht der Grafen von Haslang (Schreibweise auch: von Haßlang, de Haslang, ab Haslang) an. Er war ein vielgerühmter Reitersoldat und Regensburger Stadtobrist.
Als der streng römisch-katholische Herzog Maximilian I. im Jahre 1597 an die Regierung kam, ließ er kurz danach einen sogenannten „Kriegsrat“ bilden und setzte den in Kriegsdingen erprobten und bewährten „Haudegen“ Alexander von Haslang als dessen Leiter ein.

## Hexenprozess Pappenheim
Haslang, der auch als Pfleger von Altmannstein und Abensberg fungierte, war in der Folge mitbeteiligt an einem der grausamsten Hexenprozesse in Deutschland, dem „Prozess Pappenheim“:
Nach der in seinem Zuständigkeitsbereich erfolgten Verhaftung der Landfahrerfamilie Pämb (auch: Gämperl), genannt Pappenheimer, beschuldigte er sie des Mordes, anderer Verbrechen und insbesondere der Hexerei im Bund mit dem Teufel. Die Familie bestand aus Paul Gamperl, seiner Frau Anna Gamperl, den beiden erwachsenen Söhnen Michel (auch Jacob genannt) und Gummprecht Gämperl und dem 10-jährigen Hansel (auch Hoel genannt). Sie beteuerten zunächst ihre Unschuld, gestanden aber unter der von Haslang angeordneten ersten „peinlichen Befragung“ (Folter) alle Anschuldigungen. Haslang – der wohl nicht besonders interessiert an dem Fall war und die Sache durch die Hexerei-Anklage möglichst bald aus seinem Zuständigkeitsbereich weghaben wollte – informierte den Herzog, der im Zuge der Bekämpfung einer damals herrschenden Welle von Kriminalität in Bayern ohnehin ein Exempel statuieren wollte, über den Fall. Dieser zog daraufhin den Prozess in seinen Zuständigkeitsbereich, ließ die Familie nach einigen Tagen nach München bringen, wo sie in den Falkenturm gesperrt wurde, durch den nun zuständigen Hofratkommissar Wangereck weiterer extremer Folter unterworfen und am 29. Juli 1600 auf grausame Weise hingerichtet wurde.

## Weiteres Leben
In der Münchner Ruhmeshalle war bis zu ihrer Zerstörung im Zweiten Weltkrieg eine im Jahre 1838 von Peter Schöpf geschaffene Büste von Alexander von Haslang aufgestellt (wegen seiner Verdienste als „Bayerischer Feldherr“); nach 1945 wurde stattdessen sein Name auf eine Erinnerungstafel gesetzt.
Eine Reenactment-Fechtgruppe aus Schrobenhausen nennt sich „Churbaierisches Regiment Alexander von Hasslang 1622“.